# Cosmoscarta forcipata
Cosmoscarta forcipata är en insektsart som beskrevs av Victor Lallemand 1939. Cosmoscarta forcipata ingår i släktet Cosmoscarta och familjen spottstritar. Inga underarter finns listade i Catalogue of Life.